# Cyclophiline J
La cyclophiline J est une protéine appartenant à la famille des cyclophilines ayant une activité de peptidyl prolyl isomérase. Son gène est le PPIL3 situé sur le chromosome 2 humain.
Elle a près de 50 % d'homologie avec la cyclophiline A.

## Rôles
Comme les autres peptidyl prolyl isomérases, elle permet la transformation de certaines protéines de la forme trans à la forme cis, modulant leur activité.
Il se fixe sur l'apoptine, cette dernière intervenant dans l'apoptose des cellules cancéreuses.